# Université de Lyon I
Université Lyon I to francuski uniwersytet publiczny mający siedzibę w mieście Lyon. Uczelnia wraz z dwoma innymi uniwersytetami lyońskimi wchodzi w skład Akademii Lyońskiej. 
Uniwersytet specjalizuje się w dziedzinach medycznych, najpopularniejszych wśród kształcących się tutaj studentów. Uczelnia ma filie w okolicznych miejscowościach,  m.in. w Villeurbanne, a także w Gerland, Rockefeller oraz Laennec. Współpracuje ze szpitalem klinicznym "Hospices civils de Lyon", największą tego rodzaju placówką w regionie Rodan-Alpy, drugą pod względem wielkości we Francji.
Patronem uniwersytet jest Claude Bernard, francuski fizjolog, który ufundował w Lyonie w 1833 roku Uczelnię Nauk Ścisłych, a w 1874 Akademię Medyczną.
Obecnie uniwersytet skupia około 29 000 studentów wszystkich wydziałów oraz ponad 10 000 osób personelu naukowego.

## Wydziały
- Wydział Nauk Ścisłych - Biologia, Chemia, Fizyka, Informatyka, Matematyka
- Akademia Medyczna - Medycyna, Farmaceutyka, Dentystyka